# Heuchelheimer Schneeapfel
Der Heuchelheimer Schneeapfel ist eine Regionalsorte des Kulturapfels (Malus domestica) welche im 19. Jahrhundert in Heuchelheim bei Gießen entdeckt wurde. Er wurde 2003 vom Pomologen-Verein e. V. zur hessischen Lokalsorte ernannt.

## Geschichte und Verbreitung
Der Heuchelheimer Schneeapfel entstand als Zufallssämling im 19. Jahrhundert in Heuchelheim bei Gießen. Zuerst wurde er als „Schneeweißer Streifling“ und „Gießener Schneeapfel“ bezeichnet. Nach einem Bericht über die Baumschule Rinn in der Zeitschrift „Deutsche Baumschule“ 1979 erlangte die Apfelsorte überregionale Bedeutung. Der Heuchelheimer Schneeapfel wird seitdem als Hochstamm und seltener auf schwachwüchsiger Unterlage im Handel angeboten.

## Beschreibung

### Baum
Mittelstarker Wuchs mit einem breiten Kronenaufbau und wenig Verzweigung. Ein konsequenter Erziehungsschnitt ist notwendig, gefolgt von regelmäßigem Auslichten. Das Holz ist frosthart und erreicht gutes Wachstum in Lagen bis 500 Höhenmeter.

### Frucht
Der Heuchelheimer Schneeapfel ist kugelig bis leicht hoch gebaut mit glatt glänzender und schwach gerippter Schale. Das Fruchtfleisch ist hellweiß und zeigt nach dem Anschneiden nur eine sehr geringe Bräunung. Der Apfel ist aromatisch mit ausgewogenem Zucker-Säure-Verhältnis und reift Ende September bis Mitte Oktober. Der Fruchtertrag ist stark alternierend.

## Verwendung
Der Apfel eignet sich sowohl als Tafel- als auch als Wirtschaftsapfel. Durch die fehlende Bräunung des Fruchtfleisches ist er besonders geeignet zur Verwendung als Backapfel oder als sortenreiner Mostapfel. Wegen seiner anspruchslosen Pflege und hoher Krankheitsresistenz ist er in der ökologischen Landwirtschaft beliebt und eignet sich für Streuobstwiesen.